# Parc d'État du Père Marquette
Le parc d'État du Père Marquette (en anglais : Pere Marquette State Park) est une réserve naturelle située dans l'État de l'Illinois, aux États-Unis. Il se trouve au nord de l'agglomération de Saint Louis, à la confluence entre le Mississippi et l'Illinois. Sa superficie est de 32 km2, ce qui en fait le parc d'État le plus étendu de l'Illinois. La faune y est diverse : cerfs, écureuils, dindons sauvages, etc.